# Mavattur, Koratagere
Mavattur là một làng thuộc tehsil Koratagere, huyện Tumkur, bang Karnataka, Ấn Độ.